# Ширакський степ
Ширакський степ (груз. შირაქის ვაკე; Ширакське плоскогір'я) - височина на сході Грузії, в південно-східній частині міжріччя Іорі і Алазані (басейн річки Кури).